# Impero

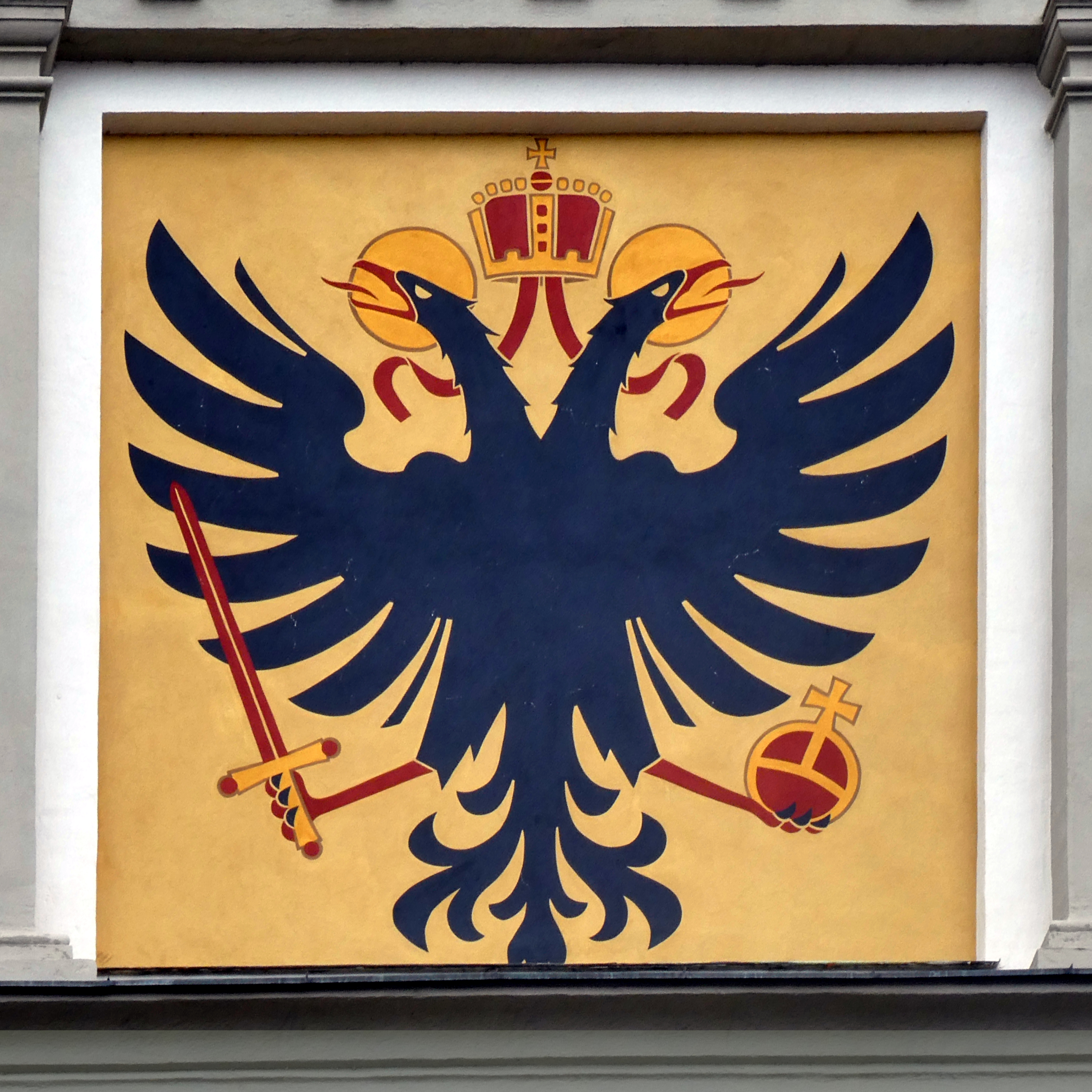
Insegne imperiali con l'aquila (bicipite), icona di Giove, padre degli Dèi e simbolo del potere supremo, una spada-scettro e il globo crucigero.

Un impero (dal latino imperium, "potere militare", "potere coercitivo") è convenzionalmente un'entità statale costituita da un esteso insieme di territori e/o di popoli diversi (per lingua, religione, origine, usi e costumi), a volte anche molto lontani, sottoposti ad un'unica autorità, normalmente (ma non necessariamente) rappresentata dalla persona fisica dell'imperatore. Invece, quando il popolo, la lingua e l'origine sono compatti e coesi, non si parla di impero, ma piuttosto di regno.
Pur essendo indicate come impero strutture statali anche estremamente diverse tra loro, per le sue caratteristiche, un impero presenta quasi sempre spiccate caratteristiche di multiculturalità e multietnicità, accompagnate però da una marcata distinzione tra i territori metropolitani e i territori periferici, normalmente indicati come province oppure come colonie (in entrambi i casi, spesso, con governatori, viceré o vassalli nominati dall'autorità centrale anziché eletti dal basso per amministrare le colonie per conto dell'Imperatore), e tra l'etnia dominante e i popoli assoggettati.
Un impero, inoltre, è generalmente caratterizzato da un'ideologia imperiale, cioè dall'ideologia fondante dell'architettura del sistema imperiale, spesso connotata di caratteri di egemonismo ed universalità, sulla base della quale si modellano i meccanismi di controllo politico, sociale, religioso ed economico del gruppo dominante sui gruppi dominati.
Nel Medioevo simboleggiava il potere universale di Cristo sul mondo, assommando in sé l'autorità spirituale e quella politica-regale secondo la concezione storica facente capo al ghibellinismo.

## Definizione

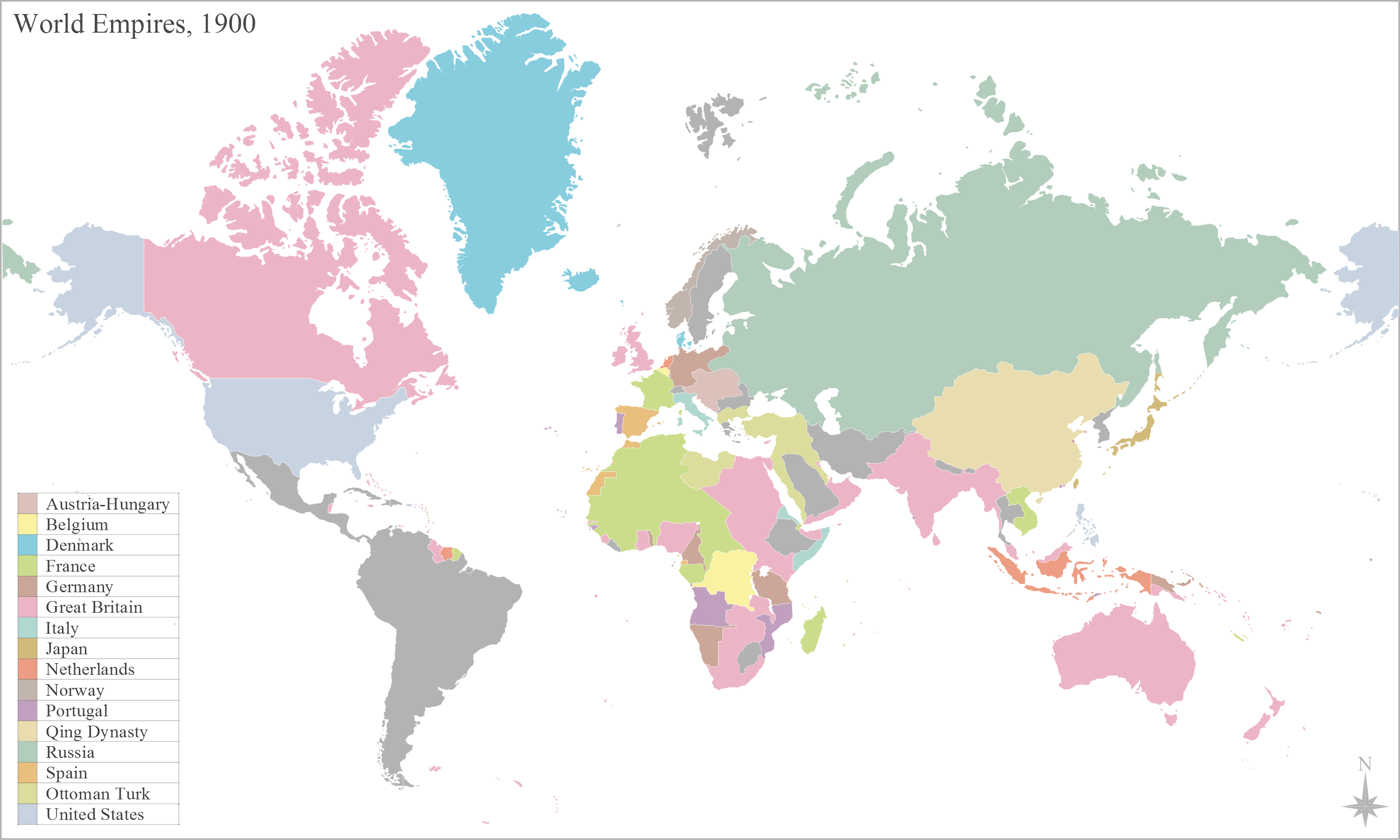
Imperi globali nel 1900

Impero è un concetto complesso con varie definizioni che ha connessioni con la storia, la politica, l'economia, il diritto, la linguistica, la logica e la mitologia. 

### Varie analisi e definizioni

#### Il concetto di sistema semantico secondo la definizione di Johan Galtung
Secondo Johan Galtung, un impero è un sistema semantico (cioè un sistema di significati):

#### Il concetto di moltitudine per Michael Hardt, Antonio Negri e Paolo Virno
Hardt e Negri, nel libro Impero, in qualche modo definiscono l'impero tramite la sua controparte: la moltitudine, necessitando di tornare ad un concetto pre-moderno per identificare le masse che si contrappongono al potere dell'impero e limitandolo lo definiscono. Per l'origine del concetto di moltitudine è interessante anche leggere Virno: 

#### I tratti distintivi di un impero secondo l'analisi di Tiberio Graziani
Tiberio Graziani, rigettando un'analisi puramente geografica o limitata ai soli rapporti interni tra i territori, scrive: 
 Tale funzione equilibratrice consiste nel regolare i rapporti tra le nazioni e le etnie che compongono l'impero stesso, impedendo alle une di sopraffare le altre e, quindi, preservando i particolarismi e le specificità interne. Tratti distintivi dell'impero, secondo Graziani, sono quindi la funzione equilibratrice tra le sue componenti, la continuità spaziale e l'unità spirituale al suo interno.

### Paradigmi imperiali
Da tempi molto antichi, fin quasi ai nostri giorni, due sono le idee di Impero, che si confrontano rivaleggiando fra loro. 

#### Prima concezione di impero
Il primo è un impero concepito sull'ideale di equilibrio interno nel rispetto della diversità. Ogni clan, gruppo, tribù e successivamente, nazione, riconosce un'unica fonte di potere sovrano, spesso attribuendole qualifiche divine o semidivine. L'unico riferimento dell'uomo inteso come appartenente alla specie umana in ogni campo del vivere e dello scibile, dal punto di vista sociale, economico, politico, religioso, militare od altro, sarebbe dunque divenuto il vertice imperiale, quale penultimo passaggio antecedente nella scala dell'autorità, alla divinità stessa.

#### Seconda concezione di impero
A questa concezione dell'Impero, assai ambiziosa, se ne contrappone un'altra, meno pregna dal punto di vista ideale, ma assai più concreta nelle forme di realizzazione politica. La seconda concezione di Impero, infatti, intende occuparsi anch'essa di ogni aspetto della vita di una comunità, e se possibile elevare la comunità di riferimento alla sola presente, annettendo o sciogliendo al proprio interno ogni altra comunità, posta in condizione di inferiorità e sottomissione politica, economica e culturale, alla "comunità imperiale" e dal suo vertice, unica fonte di qualsiasi regola del vivere. 
Nate entrambe in Oriente, la prima in Akkad, dove Naram Sin fu il primo sovrano a farsi considerare divino, la seconda in Media e in Persia, divennero nel corso dei secoli le concezioni tipiche del potere; la prima si diffuse specialmente in Oriente, la seconda in Occidente.

##### La contrapposizione delle due idee nell'Impero romano
La contrapposizione divenne insanabile all'interno dell'Impero romano, con la fondazione dell'Impero Romano d'Occidente, ove rimanevano presenti l'aristocrazia senatoria, il cui potere venne assorbito dalle élite militari barbariche, e l'idea di Impero come organismo capace di annettere e dominare tutte le popolazioni ad esso sottomesse con la forza, contrapposta all'Impero d'Oriente. All'interno di quest'ultimo l'Imperatore aveva, anche in epoca cristiana, maggior peso di qualsiasi rappresentante religioso, e trattava le popolazioni soggette o abitanti i territori vicini ai propri territori, come nel caso degli Armeni, su un piano di rispetto della diversità e dell'equilibrio.

##### La contrapposizione delle due idee nell'incoronazione di Carlo Magno
La notte di Natale dell'800, quando Papa Leone III incoronò Carlo Magno Imperatore del Sacro Romano Impero, fornisce la cartina di tornasole delle due concezioni imperiali. Infatti, se il papa era ancora influenzato dalle idee orientali, intendeva fare di Carlo il "proprio Imperatore", capo di un impero universale ove ogni uomo riconoscesse nell'autorità imperiale sia pure "cristianizzata" e nelle mani di un esponente di un popolo "barbaro", l'unica fonte del Diritto in ogni campo della vita dell'uomo, ovunque vivesse e sotto qualunque autorità si trovasse a vivere, essendo l'imperatore superiore a qualsiasi altra corona. Carlo intendeva invece l'Impero semplicemente come una vasta area geografica unitaria, ove le genti franche, da lui dominate, avessero l'egemonia su qualsiasi altro popolo, come i Longobardi residenti in Italia e sottomessi da Carlo stesso. A conferma di ciò, fu Carlo a incoronare il proprio figlio, Ludovico il Pio, Imperatore, giacché si trattava di una semplice investitura politica che quasi nulla aveva della idealità del concetto imperiale sostenuto dal Soglio Pontificale Romano.

##### La prevalenza della prima idea e il declino della seconda nelle epoche successive
Le due idee di Impero continuarono a confrontarsi con le epoche successive e a modificarsi con il passare di esse. Per un lunghissimo periodo sembrò che la seconda idea di Impero, sostenuta da Carlo Magno e da altri, fosse assai prevalente e vittoriosa. Vale a dire che l'imperialità consistesse nella sottomissione di popoli contigui e nel raggruppamento di molte province periferiche attorno a una sola capitale e dinastia o casata regnante, destinata al dominio di un popolo. In questo modo si formarono ad esempio i regni europei di Spagna, Francia e Inghilterra. L'idea di un impero fortemente connotato dal punto di vista religioso come unico riferimento e insieme speranza dell'umanità sembrava essere definitivamente declinata con la fine della dinastia imperiale sveva e contemporaneamente con la fine delle Crociate di Terrasanta, missione ad esso strettamente connessa.

##### La fusione dei due concetti nell'Impero napoleonico
Ma le radici comuni del diritto e della religione divennero esplicite quando, all'epoca dell'impero napoleonico, esso si presentò come la fusione dei due concetti. Se infatti certamente l'idea imperiale napoleonica era per un verso quella della annessione alla Nazione francese, per i territori circonvicini, per la maggior parte del suolo europeo essa si esplicitò con l'arrivo, sulle baionette francesi, dei codici di legge napoleonici e della eredità politica sociale e legislativa della rivoluzione francese. Questa ideologia, ancora una volta, seppure secolarizzata dalle forme religiose originarie a quelle giuridiche, vedeva una unitarietà di regole e un'unica fonte del diritto capace nel rispetto delle diversità di tenere sotto il proprio ombrello, tutte le popolazioni del mondo entro un sistema di diritti e garanzie dal potere politico esaltante i valori rivoluzionari di libertà, uguaglianza e fraternità.

### L'impero nell'accezione araldico-diplomatica
Le definizioni di impero fin qui fornite sono tipicamente di tipo geopolitico, secondo un'interpretazione consueta negli ambienti storiografici e politologici nel corso del Novecento. Tuttavia il significato di "impero" nelle lingue europee è quello di territorio il cui sovrano ha il titolo di "imperatore". Inizialmente si trattava dei (pretesi) successori dell'Impero Romano, che hanno il titolo araldico di imperatori. Col prosieguo dei contrasti fra cattolici e ortodossi, culminati nel Grande Scisma, si consolidarono in Europa due tradizioni imperiali, entrambe con pretese di derivazione dall'impero romano: il Sacro Romano Impero in Occidente e l'Impero bizantino (sostituito dopo la caduta dagli Zar russi); i sultani dell'impero ottomano cercarono di affermarsi come legittimi successori dei bizantini, proclamandosi Basileus, ma non trovarono riconoscimenti nell'Europa cristiana. Con Napoleone Bonaparte venne abolito il tradizionale titolo imperiale e da lì vi fu un fiorire di imperi e imperatori particolari, come l'Impero francese (e la sua restaurazione), l'Impero austriaco, l'Impero britannico e l'Impero tedesco.
Per quanto riguarda gli stati extraeuropei, in conseguenza delle esplorazioni dell'età moderna gli Europei iniziarono a riconoscere il titolo di imperatore al maggior sovrano di ogni area religiosa. Così chiamarono "imperatore": quello Ottomano (pur senza riconoscerne la discendenza da Roma), in quanto riconosciuto califfo dai sunniti; quello Persiano, in quanto vertice degli sciiti; il Gran Mogul (sebbene fosse sunnita) per l'India; quello cinese; il Negus per i cristiani monofisiti; il khan dei Mongoli fino a che non divenne vassallo dei Qing; il Tenno per il Giappone. Tali titoli imperiali potevano essere acquisiti da sovrani europei in seguito a conquiste coloniali: è il caso di Vittoria del Regno Unito che fu proclamata Imperatrice d'India (formalmente unico titolo imperiale all'interno dell'Impero britannico) e di Vittorio Emanuele III di Savoia che fu proclamato Imperatore d'Etiopia. Caso particolare fu l'Impero Centrafricano del dittatore Bokassa, già presidente, autoproclamatosi tale per motivi di prestigio nel 1976 e deposto tre anni dopo, segnando così la fine del suo effimero impero.

## Struttura

### Le forme di governo
Hardt e Negri scavano implicitamente un fossato abissale tra l'impero e la democrazia; non solo nell'impero non esiste la sovranità popolare, caratteristica essenziale della democrazia, ma non esiste nemmeno il popolo. Del resto nel linguaggio comune si parla di sudditi dell'impero, più che di cittadini. Per quanto l'idea di impero venga tradizionalmente associata ad un potere di tipo monarchico che si estende oltre i confini di una nazione, essa è invece in qualche modo compatibile con il concetto di repubblica: nell'antica Roma la transizione dalla repubblica all'impero fu abbastanza graduale; visioni di tipo imperiale sono inoltre state usate ripetutamente sia per gli USA che per l'URSS (nominalmente repubblica federale i primi, stato socialista la seconda).
Un controesempio sul concetto di impero è l'Italia fascista, per quanto tale stato fosse giunto ad avere delle colonie, difficilmente essa viene vista come un impero, probabilmente più per la sua breve estensione spaziale/temporale che per l'assenza di un sistema di significati (visto che lo stesso Mussolini proclamò la nascita dell'Impero italiano dopo la conquista dell'Etiopia). Serve quindi una estensione temporale e spaziale, ed il sistema di simboli deve essere diffuso ed accettato anche nelle colonie.
Anche il potere sovrano imperiale non sempre è stato concentrato in un'unica figura istituzionale (imperatore). Sono molti gli esempi storici in cui al sovrano titolare sono affiancate figure politiche che di fatto governano un impero. Soprassedendo alla complessità strutturale del Sacro Romano Impero, dove l'imperatore nel tempo ha assunto un ruolo di presidenza e quasi di ruolo subalterno alla volontà espressa dalla Dieta, vi sono organismi imperiali strutturati su una sorta di dualismo dove, a fianco del sovrano titolare, è posto un effettivo governante che gestisce la vita politica e militare dello Stato. Si ricordano in proposito per l'impero del Giappone la figura dello shōgun, per l'impero Moghul quella del visir, per l'impero Maratha quella del peshwa o, infine, quella del Tengnaaba per l'impero dei Mossi. In questi organismi gli imperatori assunsero spesso solo un ruolo simbolico-religioso dell'unità statale, senza quindi prendere parte attivamente alla vita politica del proprio Stato.

### La lingua
Nel sistema di significati, di valori e segni dell'impero la lingua è una componente essenziale: essa definisce e limita i concetti esprimibili nel territorio (o nei territori) dell'impero. Interessante a questo proposito (per quanto non rivolta specificamente all'impero) l'utopia negativa 1984 di George Orwell, con la sua descrizione di una neolingua, associata al bipensiero. Più mirato a descrivere l'aspetto sistemico della lingua il romanzo Babel-17 di Samuel R. Delany, di ambientazione esplicitamente fantascientifica.

### La legge
Gli imperi sono spesso produttori di leggi, utili a diffondere uniformità di regole in territori variegati. La legge dell'impero coopera con la lingua nell'instaurare e mantenere l'egemonia culturale dell'impero. Esemplari sono il Codice di Hammurabi, creato quando Hammurabi era riuscito a creare l'impero babilonese, e l'ordinamento giuridico del Diritto romano, studiato ancora oggi nelle università. Anche gli imperi coloniali mostrano la diffusione del diritto europeo (spagnolo, francese, inglese) nelle colonie. L'espansione dell'impero francese dopo la Rivoluzione del 1789 coincide con l'espansione del diritto di matrice illuministica (Codice civile Napoleonico).

### La moneta
La moneta è uno dei simboli dell'impero e ne richiama la potenza. La moneta è essenziale per lo sfruttamento economico dei territori controllati ed è parte integrante del sistema di simboli per la creazione e mantenimento dell'egemonia. Anche là dove esiste una valuta locale la moneta dell'impero prevale nell'immaginario collettivo delle popolazioni grazie al suo contenuto simbolico.

### Le strade e le vie di comunicazione
Un impero ha sempre vie di comunicazione efficienti. Le strade dell'impero servono a spostare rapidamente milizie imperiali dove servono, e a trasportare verso il centro le ricchezze delle colonie. Le vie di comunicazione trasportano anche messaggi in un senso e nell'altro ed in questo senso sono oggi sostituite da mezzi di comunicazione che non hanno bisogno di un trasporto materiale.

## Storia

### Gli Imperi nell'Antichità

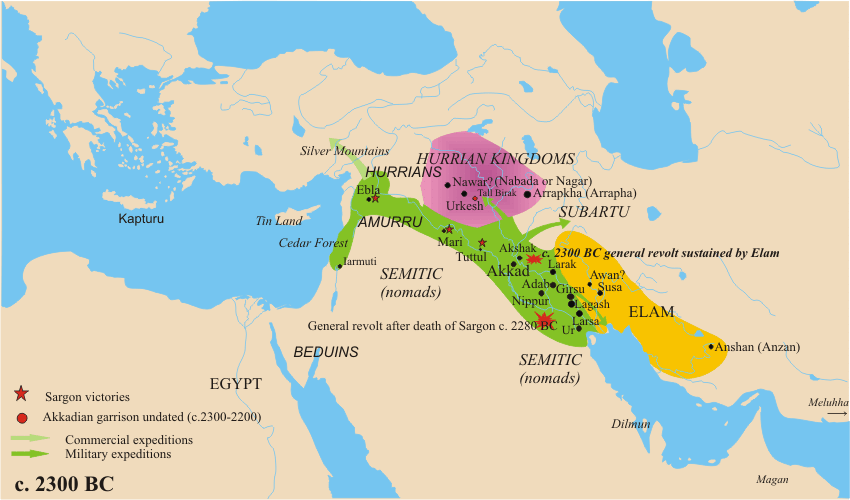
L'impero accadico (2234-2154 a.C.) è il primo impero conosciuto

#### L'Impero accadico e l'Impero egizio
Il primo impero di cui si abbia notizia è l'impero accadico, creato nel XXIV secolo a.C. da Sargon il Grande, autonominatosi "signore delle quattro parti del mondo", ed esteso su Mesopotamia, Elam e parte della Siria e dell'Asia Minore. Nel XIV secolo l'impero egizio fu il primo ad espandersi in due continenti.

#### L'Impero assiro e l'Impero medo

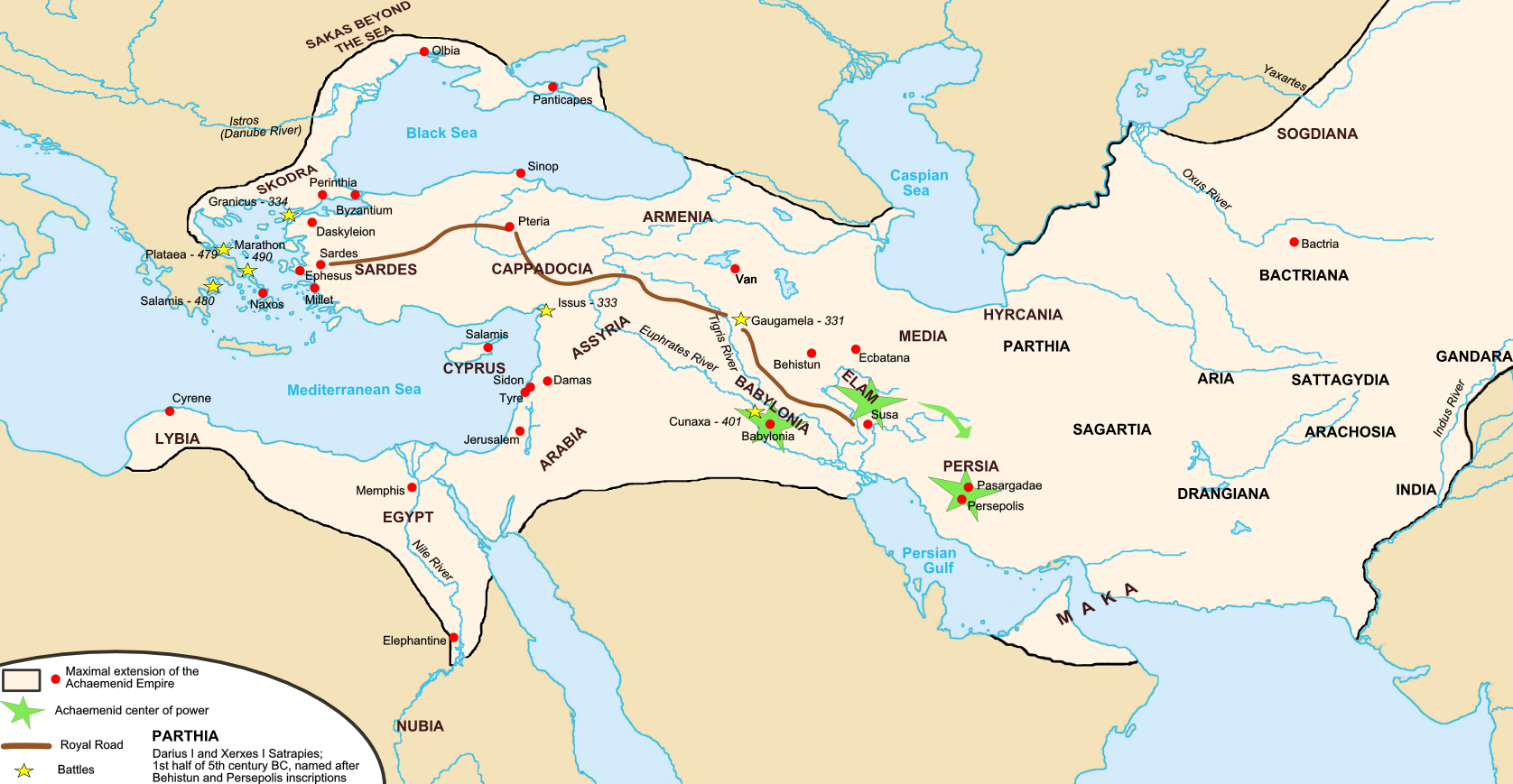
L'impero achemenide è stato il più grande impero del periodo antico.

Il primo impero paragonabile a Roma in organizzazione è stato l'impero assiro (2000-612 a.C.), esteso per 1,6 milioni di km², seguito dall'impero medo. Quest'ultimo fu il primo ad espandersi in tre diversi continenti nel VII secolo e raggiunse un'estensione di 2,8 milioni di km² nel 585 a.C., dominando il 41% della popolazione mondiale e addirittura il 68-72% di quella del proprio continente.

#### L'Impero persiano achemenide e la confederazione nomade Kiongnu
L'impero di maggior successo, esteso e multi-culturale, è stato l'impero persiano achemenide (550-330 a.C.), successore dell'impero medo che occupò la Mesopotamia, l'Egitto, parte della Grecia, la Tracia, il resto del Medio Oriente, gran parte dell'Asia centrale e l'India nord-occidentale. Governava nel 486 a.C. una superficie di 5,5 milioni di km² il primo impero rispetto alla popolazione mondiale. Davanti a esso solo la confederazione nomade Xiongnu con un'estensione di 9 milioni di km² nel 176-174 a.C.

### Gli Imperi nel periodo classico

L'impero romano sotto Traiano nel 117 d.C.

#### L'Impero romano
L'Impero romano è stato l'impero europeo più vasto fino alla prima età moderna, con una superficie di 5,0 milioni di km² nel 117 d.C. In esso permanevano formalmente le istituzioni repubblicane il cui potere tuttavia gli imperatori svuotarono progressivamente con la loro autorità super partes.

#### L'Impero macedone
Anteriore all'Impero romano, il regno di Macedonia, sotto Alessandro Magno, divenne un impero che si estendeva dalla Grecia all'India nord-occidentale (circa 5,2 milioni di km²). Dopo la morte di Alessandro (323 a.C.), il suo impero fu suddiviso in quattro regni separati governati dai Diadochi, i quali, pur essendo indipendenti, sono denotati come l'"impero ellenistico".

#### Gli imperi asiatici
In Cina sorse un Impero di vastissime dimensioni (8 milioni di km², contro i 5 milioni dell’Impero romano di Traiano) sotto la dinastia Han, poi governato da varie altre dinastie. In Asia spiccavano anche gli imperi Xiongnu (9 milioni di km²), Yuezhi (5,7 milioni di km²), Maurya (6 milioni di km²), Partico (4,5 milioni di km²), tibetano (4,4 milioni di km²), unno (4,0 milioni di km²) e Sasanide (3,5 milioni di km²). L'impero sasanide mantenne il primato di stato più vasto del mondo per un record di 140 anni, di cui un secolo consecutivamente dal 450 al 550 d.C.

### Gli Imperi medievali

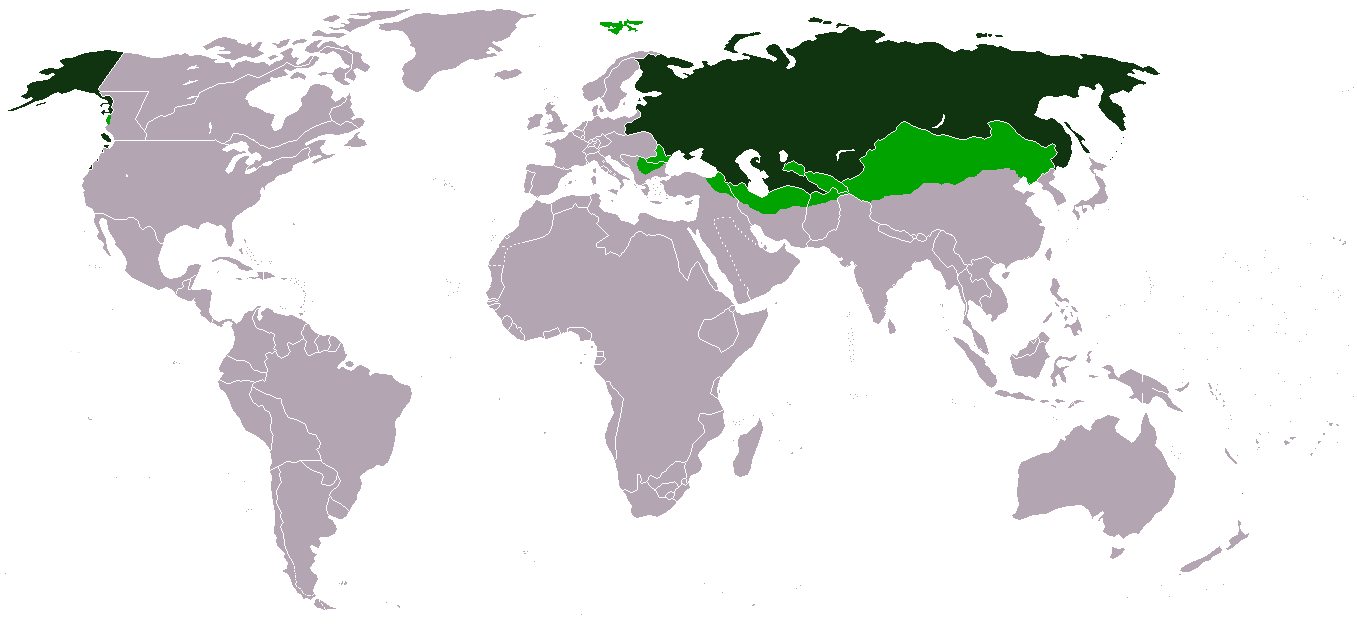
L'impero russo è stato l'impero continuo più esteso di sempre.

#### L'impero arabo-islamico
Il VII secolo ha visto l'emergere dell'Impero islamico, noto anche come Impero arabo. All'inizio dell'VIII secolo, era diventato il più grande impero della storia fino a quel momento, con una superficie di 13,4 milioni di km²; è stato poi superato in estensione dall'Impero mongolo nel XIII secolo (24 milioni di km² nel 1279 e successivamente 1309).

#### Gli imperi eredi di Roma nell'Occidente medievale
Col tempo, nell'Occidente medievale, il titolo di "impero" assunse un significato tecnico specifico che è stato applicato solo agli Stati che si consideravano gli eredi e successori dell'Impero romano, come l'Impero bizantino, l'Impero carolingio, il Sacro Romano Impero Germanico o l'Impero russo, ma non sempre questi sono stati tecnicamente - geograficamente, politicamente, militarmente - imperi nel senso moderno del termine. Per legittimare il proprio imperium, questi Stati rivendicavano il titolo di Impero da Roma.

#### Gli Imperi sorti dopo la quarta crociata e il declino dell'Impero bizantino
Nel 1204, dopo il saccheggio di Costantinopoli ad opera dei partecipanti alla quarta crociata, i crociati instaurarono in quella città l'impero latino (1204-1261), mentre i discendenti dello sconfitto Impero bizantino ne instaurarono due, più piccoli e fugaci, in Asia Minore: l'Impero di Nicea (1204–1261) e l'Impero di Trebisonda (1204-1461).

#### L'Impero mongolo e l'Impero cinese Yuan
L'Impero mongolo, sotto Genghis Khan nel XIII secolo, è stato forgiato come l'impero contiguo più esteso nel mondo. Il nipote di Genghis Khan, Kublai Khan, fu proclamato imperatore (in sostituzione della dinastia imperiale di Cina), e stabilì la capitale del suo impero a Beijing; comunque, mentre ancora era in vita, l'impero venne suddiviso in quattro separati Khanati.                                     
L'impero cinese Yuan fu il quinto più vasto della storia, coprendo 15 milioni di km².

### Gli Imperi nell'età del colonialismo
Il cosiddetto periodo coloniale inizia con la scoperta dell'America secondo alcuni, o anche prima, in quanto di impero coloniale già si parla con la repubblica veneziana, poiché l'impero bizantino divenne una vera e propria colonia in cui l'intero commercio e le risorse balcaniche ed elleniche finirono in mano ai mercanti veneziani. La novità del sistema coloniale era che lo sfruttamento non veniva tramite conquista e annessione come negli imperi ellenici, romani o arabi ma con lo sfruttamento delle risorse tramite monopoli commerciali come in Africa o in Cina, oppure nella maniera diretta come nel caso delle Americhe. Caso emblematico è l'impero spagnolo dove in seguito alla conquista di Aztechi, Maya e Incas si trasformarono quei territori in colonie in cui i sudditi spagnoli potevano emigrare e in cui le popolazioni assoggettate non godevano di alcun diritto se non quello di lavorare nelle miniere per la gloria del re.
Inoltre lo sfruttamento coloniale inizia con la storia dell'espansione europea e precisamente del desiderio di arricchimento della nascente classe borghese che vedeva nel guadagno l'unico mezzo per sfuggire dalle leggi feudali, ciò costituì anche la nascita dei nuovi sistemi di scambio e di produzione che porteranno alla rivoluzione industriale nella Gran Bretagna, paese che più di tutti diverrà il simbolo del colonialismo europeo (detto anche Imperialismo).

### Gli Imperi nell'età contemporanea

#### La decolonizzazione e la nascita di nuove istituzioni internazionali
Dopo la decolonizzazione la maggior parte degli imperi europei sono scomparsi, non senza lasciare importanti tracce nella lingua, nella cultura e nella religione dei popoli colonizzati; e in alcuni casi, sono stati sostituiti da altre istituzioni internazionali che si occupano non soltanto di economia ma anche di scambi culturali e di qualsiasi altro tipo. Particolarmente significativi sono i legami tra Portogallo e Brasile, tra Spagna e paesi sudamericani, tra Francia e le ex-colonie africane (restano di diretta gestione francese alcuni importanti territori d'oltremare) e soprattutto tra la Gran Bretagna e il cosiddetto Commonwealth delle Nazioni, che in un certo senso sostituisce l'Impero britannico. La Repubblica Popolare Cinese riconosce al suo interno 56 etnie, ma non identifica se stessa come se fosse erede dell'Impero geopolitico delle Dinastie cinesi.

#### L'attuale Impero giapponese
Oggi, all'alba del XXI secolo, l'unico Impero rimasto al mondo è l'Impero del Giappone, che si presenta come una moderna monarchia parlamentare secondo la Costituzione del 1946. L'Imperatore (天皇 tennō, sovrano celeste) è il "simbolo dello stato e dell'unità del suo popolo", ha principalmente doveri cerimoniali e non detiene un vero potere politico. Tuttavia, col sostegno della popolazione, si comporta come un normale Capo di Stato. La dinastia regnante è il clan Yamato, la più antica al mondo, di circa 2500 anni. L'attuale 126º imperatore del Giappone è Sua Maestà Imperiale Naruhito, nato nel 1959 e succeduto al padre Akihito nel 2019.

## Controversie

### Impero sovietico
Anche se non governata da una figura imperiale e autodichiarata anti-imperialista, l'Unione Sovietica mostrò molte tendenze comuni agli imperi nella storia:
- espansione territoriale ottenuta attraverso l'invasione o la sovversione (come in Polonia, Lettonia, Lituania, Estonia, Romania e Finlandia).
- forte potere centrale che controllava i governi di tutti gli stati satelliti
- interferenze (incluso l'uso della forza militare) nelle politiche interne degli alleati (come in Cecoslovacchia, Ungheria,  Polonia, Bangladesh[6]).

Per queste ragioni, l'URSS è talvolta considerata da alcuni storici come uno dei principali imperi della storia, simile all'impero britannico e a quello romano, utilizzando anche alcuni elementi della politica estera zarista. I sostenitori dell'URSS rigettano tale teoria e ritengono che le relazioni tra l'Unione Sovietica e i paesi del suo "impero" erano stabilite da un rapporto di cooperazione volontaria.

### Impero americano
Una parte dell'opinione pubblica utilizza il concetto di impero con riferimento agli Stati Uniti del XXI secolo, per quanto tale associazione non sia da tutti condivisa. Un esempio è Slavoj Žižek nel libro Iraq: 
Appare a costoro ben percettibile l'esistenza di un sistema simbolico degli USA, come pure sono facilmente ravvisabili, secondo la loro opinione, nella politica estera degli USA i segni caratteristici dell'imperialismo.

## Imperi per superficie e popolazione
Questa sezione è il nucleo della pagina "imperi per estensione e popolazione", anche se vi sono alcune minime differenze. Essa include solamente gli imperi che hanno governato territori considerevoli per il loro tempo e la cui durata non è stata minima. Nonostante questo sono stati inseriti gli interregni di maggior rilievo (dinastia Xin Zhao, dinastia Wu Zetian), anche laddove i sovrani vengano considerati usurpatori, e in aggiunta alcuni imperi molto vasti ma di brevissima durata, inferiore all'anno (Da Shun, Impero di Cina della dinastia Hongxian o della Gloriosa Costituzione di Yuan Shikai).
Non tutti gli imperi qui inseriti presentano la figura classica dell'imperatore, al contrario in diversi casi non è presente o è dubbia (l'impero romano, ad esempio, ufficialmente rimase sempre una repubblica con i propri consoli, ma il potere effettivo era nelle mani di un Princeps o un Dominus). Non sempre, comunque, è possibile definire il concetto di impero in modo univoco o chiaro; il primo sovrano effettivamente titolato come imperatore fu forse Qin Shi Huangdi (o Qin Shi Huang, della dinastia Qin), ma d'altra parte il termine "impero" comparve per la prima volta con l'impero achemenide (Xšāça). I Re dei Re degli antichi imperi mesopotamici erano con buona probabilità la prima figura di questo tipo, insieme ai primi sovrani cinesi. Il primo monarca ad utilizzare la parola imperatore, invece, fu Carlo Magno; prima di lui la parola "imperator" indicava semplicemente un condottiero, con un significato anche religioso, e non fu mai assunto nel cognomen di un monarca prima di Vespasiano.
Si noti, per chiarezza, che quasi tutti gli imperi classificati come dinastie cinesi governavano in realtà molte nazioni diverse e con vari titoli. Ad esempio, la dinastia Yuan deteneva sia il trono imperiale della Cina sia il titolo, se pure solo formale, di Khaghan mongolo; entrambi i riconoscimenti furono rivendicati anche dalla successiva dinastia Yuan settentrionale ma senza il successo sperato.

### Imperi dell'Antichità (fino al 476 d.C.)
1. Khaganato Xiongnu - 9,0 milioni di km², 21% della popolazione mondiale (176 a.C.)[13][14][15]
2. Dinastia Han - 8,0 milioni di km², 40% della popolazione mondiale (II secolo a.C.)[16][17][18][19]
3. Sedici regni - 6,5 milioni di km² (V secolo d.C.)[senza fonte]
4. Khaganato Xiongnu orientale - 6,1 milioni di km² (50 a.C.)[14][20][21]
5. Dinastia Xin di Wang Mang - 6,0 milioni di km², 29,4% della popolazione mondiale (10 d.C.)[22][23][24]
6. Dinastia Han orientale - 6,0 milioni di km², 28% della popolazione mondiale (II secolo d.C.)[18][25][26]
7. Yuezhi - 5,7 milioni di km² (III secolo a.C.)[27][28]
8. Impero achemenide - 5,5 milioni di km², 44 - 52% della popolazione mondiale (500 a.C.) (Durante la dinastia achemenide compare per la prima volta il termine moderno Xšāça: "L'impero")[3][29][30][31]
9. Impero ellenistico di Alessandro Magno - 5,2 milioni di km² (323 a.C.)[32][33]
10. Impero romano (Principato o alto impero romano) - 5,0 milioni di km² (117 - 140 d.C.)[3][4][34][35][36](Nel 117 d.C. sotto Traiano ricopriva un'area massima pari a 5,0 milioni di km² includendo gli stati vassalli e i regni clienti)
11. Dinastia Liu Song - 5,0 milioni di km², 26% della popolazione mondiale (V secolo d.C.)[17][37]
12. Maurya - 5,0 milioni di km², 33 - 40% della popolazione mondiale (270 a.C.)[3][38][39][40]
13. Mahajanapadas - 5,0 milioni di km², 27% della popolazione mondiale (IV secolo a.C.)[38][39]
14. Dinastia Song meridionale - 5,0 milioni di km², 26% della popolazione mondiale (420 d.C. ca.)[17][41]
15. Dinastia Xin Zhao - 4,7 milioni di km² (V secolo d.C.)[42][43]
16. Dinastia Qin orientale - 4,7 milioni di km² (420 d.C.)[44][45]
17. Impero dei Parti - 4,5 milioni di km², 29,2% della popolazione mondiale (1 d.C.)[13][33][46]
18. Antico impero tibetano - 4,4 milioni di km² (V secolo d.C.)[13][47]
19. Khaganato Kutriguri - 4,3 milioni di km² (250 a.C. ca.)[48]
20. Wusun - 4,03 milioni di km² (I secolo a.C.)[14][20][49]
21. Khanato unno di Attila - 4,0 milioni di km² (447 d.C.)[3]
22. Khanato degli Unni Bianchi - 4,0 milioni di km² (473 o 490 d.C.)[14][20]
23. Impero seleucide - 3,9 ÷ 4,0 milioni di km² (301 a.C.)[50]
24. Impero Kusana - 3,8 milioni di km², 26,36% della popolazione mondiale (75 d.C.)[51]
25. Impero romano di Teodosio I (Dominato o tardo impero romano) - 3,5 ÷ 3,9 milioni di km², 12,5% della popolazione mondiale (390 o 395 d.C.)[34][52][53][54][55]
26. Impero sasanide - 3,5 milioni di km² (450 d.C.)[3][56]
27. Dinastia Qin - 3,4 milioni di km² (209 a.C.)[24]
28. Dinastia Zhou - 3,2 milioni di km² (IV secolo a.C.)[57][58][59]
29. Dinastia Jin occidentale - 3,1 milioni di km² (280 d.C.)[42][43]
30. Regno indo-parto - 2,85 milioni di km² (20 a.C.)[30][60]
31. Impero dei Medi - 2,8 milioni di km² (585 a.C.)[3]
32. Dinastia Jin orientale - 2,8 milioni di km² (347 d.C.)[61]
33. Regno greco-battriano - 2,5 milioni di km² (184 a.C.)[60]
34. Impero neo-assiro - 1,4 milioni di km², 35 ÷ 37,7% della popolazione mondiale (VIII secolo a.C.)[39][62]
35. Dinastia Shang - 1,25 milioni di km² (1122 a.C.) (Nominato il primo imperatore in senso moderno, lo Huang Di)[63][64]
36. Nuovo Regno egizio - 1,0 milioni di km², 37,1% della popolazione mondiale (1250 a.C.) (Primo impero a comprendere due continenti)[65]
37. Regno medio-babilonese - 0,9 milioni di km², 35,9% della popolazione mondiale (XIII secolo a.C.)[33]
38. Cartagine - 0,9 milioni di km² (III secolo a.C.)[66][67]
39. Impero accadico - 0,8 milioni di km², 33,3 ÷ 34,5% della popolazione mondiale (2250 a.C.)[39]
40. Chu - 0,8 milioni di km² (VIII secolo a.C.)[68]
41. Impero di Ur - 0,71 di km² (III millennio a.C.)
42. Regno Liu Song - 0,55 milioni di km² (III secolo a.C.)[68][69]
43. Regno di Anshan - 0,5 milioni di km² (559 a.C.)[70][71]
44. Xia - 0,4 milioni di km² (XX secolo a.C.)[22]
45. Impero neo-sumero - 0,25 milioni di km², 23 ÷ 32,5% della popolazione mondiale (2200 a.C.)[39]

### Imperi del Medioevo (dal 476 al 1492)
1. Khaganato mongolo - 24,0 milioni di km², 25,6% della popolazione mondiale (1279 o 1309) (Il primo dato si riferisce alla massima espansione e il secondo all'ultima riunificazione formale tra il 1309 e il 1310, la cui superficie era pari a circa 23,5 milioni di km²; dopo l'ennesima divisione l'impero continuò formalmente a esistere con la dinastia Yuan fino al 1368)[72][73][74]
2. Grande Yuan - 15,0 milioni di km², 31,3% della popolazione mondiale (1310 o 1330) (Il khanato della dinastia Yuan assunse il trono imperiale della Cina e fu riconosciuto, a livello solo formale, sovrano dell'impero mongolo, proclamando il proprio imperatore Khaghan; con la caduta di questo grande khaganato nel 1368 cessò di esistere l'impero mongolo, tuttavia il titolo di Khaghan fu reclamato dai Grandi Yuan almeno fino al XV secolo)[17][39][75][76]
3. Dinastia Tang - 14,0 milioni di km², 29,2% della popolazione mondiale (669)[44][77][78][79]
4. Dinastia Zhou di Wu Zetian - 13,72 milioni di km² (690 o 715)[17][39][44][80]
5. Califfato umayyade - 13,0 ÷ 13,4 milioni di km², 29,5% della popolazione mondiale (720 o 724)[33][81][82]
6. Dinastia Sui - 12,62 milioni di km² (615 o 618)[33][51][83]
7. Califfato abbaside - 11,1 milioni di km², 28% della popolazione mondiale (751)[33][84][85]
8. Khanato Yuan - 11,0 milioni di km² (1294)[39][72][86]
9. Grande Ming - 9,97 milioni di km², 28,8% della popolazione mondiale (1450)[61][77][83]
10. Grande Xia - 9,4 milioni di km² (XI secolo)[17][87]
11. Califfato rashidun - 9,0 milioni di km², 19,1 ÷ 21% della popolazione mondiale (655)[38][84][85]
12. Khaganato kirghiso Yenisei - 8,8 milioni di km² (X secolo)[88][89]
13. Dinastia Yuan settentrionale - 8,2 milioni di km², 16,8 ÷ 18,2% della popolazione mondiale (1436) (I suoi sovrani continuarono a reclamare sia il titolo di Khaghan dell'impero mongolo riconosciuto alla dinastia Yuan sia il trono imperiale della Cina, quest'ultimo almeno al XV secolo)[44][75][90][91]
14. Dinastia Wei settentrionale - 8,0 milioni di km², 27,9% della popolazione mondiale (553)[74][75]
15. Cinque dinastie e dieci regni - 8,0 milioni di km² (X secolo)[92]
16. Dinastie del Nord e del Sud (dieci dinastie) - 8,0 milioni di km² (inizio del VI secolo d.C.)[18][63][68]
17. Dinastia Wu - 7,9 milioni di km² (XIII secolo)[17][93][94]
18. Khaganato Uiguro - 7,0 milioni di km² (834)[94]
19. Dinastia Song posteriore - 6,8 milioni di km² (XII secolo)[95]
20. Dinastia Kin (Jurchen Jin) - 6,5 milioni di km², 21% della popolazione mondiale (XII secolo)[39]
21. Dinastia Xia occidentale (impero Tangut) - 6,4 milioni di km² (XII secolo)[39]
22. Khanato dell'Orda d'Oro - 6,0 milioni di km² (1310)[96]
23. Dinastia Song - 6,0 milioni di km² (X secolo)[17][97]
24. Khaganato turco - 6,0 milioni di km² (VI secolo)[98]
25. Khamag mongol - 5,957 milioni di km² (1204)[74][99]
26. Dinastia Xia - 5,9 milioni di km² (XII secolo)[17][100]
27. Impero Rashtrakuta - 5,5 milioni di km², 23,1% della popolazione mondiale (IX secolo)[101]
28. Dinastia Tang posteriore - 5,4 milioni di km² (X secolo)[75]
29. Califfato fatimide - 5,1 milioni di km² (969)[82]
30. Khaganato di Kazaria - 5,5 milioni di km² (VI secolo)[99]
31. Khaganato Rouran - 5,0 milioni di km² (546)[38]
32. Impero tibetano - 4,6 milioni di km² (800)[102]
33. Khanato karakhanide - 4,6 milioni di km² (890)[103]
34. Grande Liao - 4,5 milioni di km² (1122)[17][75]
35. Khaganato turco occidentale - 4,5 milioni di km² (604)[104]
36. Impero timuride - 4,41 ÷ 4,6 milioni di km², 24,4% della popolazione mondiale (1405)[105][106]
37. Impero Pala - 4,3 milioni di km², 24% della popolazione mondiale (850)[40][107]
38. Khanato Carcota-Kashmir - 4,0 milioni di km² (750)[72]
39. Califfato ottomano - 4,0 milioni di km² (1492)[84]
40. Sultanato selgiuchide - 3,9 ÷ 4,0 milioni di km² (1079)[108]
41. Khanato Kara Del - 3,9 milioni di km² (1463)[109]
42. Ilkhanato - 3,75 milioni di km² (1310)[110]
43. Impero corasmio - 3,6 ÷ 4,9 milioni di km² (1219 o 1230)[106]
44. Khanato Chagatai - 3,5 milioni di km² (1325 ca.)[111]
45. Impero sasanide - 3,5 milioni di km², 38-40% della popolazione mondiale (520)[3][38]
46. Impero bizantino di Giustiniano - 3,4 ÷ 3,5 milioni di km², 18,4% della popolazione mondiale (565)[53][112]
47. Khanato Kara Kithai - 3,3 milioni di km² (1192)[17][75]
48. Dinastia Song meridionale - 3,1 milioni di km² (XIII secolo)[92][113]
49. Dinastia Song settentrionale - 3,0 milioni di km² (XII secolo)[17][114]
50. Regno Jurchen - 2,8 milioni di km² (fine del X secolo)[115]
51. Sultanato ayyubide di Saladino - 2,5 ÷ 2,7 milioni di km² (1190)[116]
52. Califfato umayyade di Cordova - 1,92 milioni di km² (1150)[81]
53. Impero Srivijaya - 1,2 milioni di km² (XIII secolo)[117]
54. Impero Khmer - 1,2 milioni di km² (1150)[117]
55. Sacro Romano Impero - 1,0 ÷ 1,2 milioni di km² (800)[39][95][118]
56. Sultanato Majapahit - 0,5 ÷ 2,7 milioni di km² (fine del XV secolo) (Majapahit vantava come propri vassalli o tributari numerosi territori in realtà del tutto liberi dalla sua influenza; la vera fonte del suo potere era infatti la supremazia sulle sole acque, ovvero la talassocrazia: da qui il nome di "Regno del Mare")[119][120][121]
57. Sultanato di Malacca - 0,21 milioni di km² (metà del XIV secolo)[117]

### Imperi dell'Età moderna (dal 1492 al 1815)
1. Impero russo - 19,0 milioni di km² (XVIII secolo)[122][123]
2. Grande Qing - 15,0 milioni di km², 33,3% della popolazione mondiale (1790)[45][124][125]
3. Impero spagnolo - 14,5 ÷ 18,4 milioni di km², 12,9% della popolazione mondiale (1748)[126][127][128]
4. Zarato di Russia - 13,5 milioni di km² (1721)[122][123][129]
5. Impero portoghese - 12,6 milioni di km², 10,4% della popolazione mondiale (1790 ca.)[13][128][130]
6. Dinastia Jin posteriore (khaganato fondato da Nurhaci) - 12,37 milioni di km² (1636)[17][65][86][131]
7. Dinastia Manciù - 10,76 milioni di km² (1616)[17][38][95]
8. Grande Ming - 10,4 milioni di km², 28,8% della popolazione mondiale (1550)[17][77]
9. Impero britannico - 9,86 milioni di km² (1776)[78][132][133]
10. Grande Shun di Li Zicheng Yonggchang - 9,1 milioni di km², 28,4% della popolazione mondiale (8º febbraio 1644 -1645)[38][77][134] (Di fatto questa dinastia regnò per meno di un anno. Infatti, sebbene fosse nata già nel 1642, il suo fondatore Li Zicheng volle essere nominato solamente  "re della Cina" con il nome di Xinshun, per cautelarsi da probabili rivolte. Solo il 3º giugno 1644 Li Zicheng ricevette il mandato dal cielo e due giorni dopo, quando Pechino cadde, la dinastia Shun fu stabilita in modo ufficiale, ma scomparve già nel 1645 con la morte del suo unico imperatore)[135][136][137][138]
11. Dinastia Yuan settentrionale - 7,2 milioni di km², 16,8 ÷ 18,2% della popolazione mondiale (1550)[74][75][139][140]
12. Unione Iberica - 7,1 milioni di km² (XVI secolo)[13]
13. Dinastia Ming meridionale - 6,5 milioni di km² (1644)[77][92][141]
14. Khanato degli Zungari - 6,4 milioni di km² (fine del XVII secolo)[74][139][142]
15. Khanato Jin posteriore (khanato dei Nuzhen) - 5,4 milioni di km² (inizio del XVII secolo)[45][77][125]
16. Impero ottomano - 5,2 ÷ 6,3 milioni di km², 6,9 ÷ 7,9% della popolazione mondiale (1683)[84][124][143][144]
17. Impero napoleonico - 4,24 milioni di km² (1811) (2,14 milioni erano costituiti dalla sola Louisiana francese, annessa per breve tempo dal 1809 al 1811)[133][145]
18. Impero Moghul - 4,2 ÷ 4,6 milioni di km² (1690)[107][146]
19. Dinastia afsharide - 4,0 milioni di km², 19,2 ÷ 20% della popolazione mondiale (1747)[99][147]
20. Impero olandese - 3,7 ÷ 8,7 milioni di km², 8,1% della popolazione mondiale (1812)[95][122][148]
21. Dinastia safavide - 3,7 milioni di km² (1512)[99][149]
22. Khanato di Koshut - 3,5 ÷ 4,0 milioni di km² (metà del XVII secolo)[123]
23. Impero Inca - 2,0 milioni di km² (1527)[38]
24. Impero Tu'i Tonga - 1,5 ÷ 3,1 milioni di km² (fine del XV secolo o inizio del XVI secolo) (l'effettiva area governata da questo impero non è nota, e molti dei suoi vassalli erano in realtà del tutto liberi dalla sua influenza)[13][133]
25. Impero azteco - 1,4 milioni di km² (XVI secolo)[150]
26. Impero di Siam - 1,12 milioni di km² (1782)[117]
27. Sultanato di Sambas - 0,444 milioni di km² (1785-1812)[151][152]
28. Impero Maya - 0,25 milioni di km² (XVI secolo)[128]
29. Sultanato di Demak - 0,16 milioni di km² (1521)[117]

### Imperi dell'Età contemporanea (dal 1815 ad oggi)
1. Impero britannico - 33,5 ÷ 35,5 milioni di km², 26,3% della popolazione mondiale (1921 o 1922)[132][153][154] (Stato più vasto di sempre, con territori in ogni continente inclusa l'Antartide; l'incertezza sulla superficie dipende dalle varie dispute territoriali, molte delle quali si concentrano sull'Antartide stessa)[154][155][156][157]
2. Impero russo - 22,8 milioni di km², 9,84% della popolazione mondiale (1865 o 1866)[123][158]
3. Unione Sovietica - 22,1 ÷ 22,4 milioni di km² (1945)[123][159][160] (Ufficialmente non può essere considerata un impero ma alcuni studiosi parlano di impero sovietico)[160][161][162][163]
4. Grande Qing - 13,1 ÷ 14,7 milioni di km², 36,6% della popolazione mondiale (1820 o 1850)[86][125][164]
5. Impero francese - 12,5 milioni di km², 6,3% della popolazione mondiale (1922 o 1938)[13][165][166]
6. Repubblica della Cina (post Rivoluzione Xinhai) - 11,077 milioni di km², 32,21% della popolazione mondiale (1912) (Ufficialmente non può essere considerata un impero ma diversi storici hanno proposto questa definizione)[17][161][167]
7. Impero della Cina di Yuan Shikai Hongxian - 11,077 milioni di km², 32,21% della popolazione mondiale (12º dicembre 1915 - 22º marzo 1916) (Esito di un fallimentare colpo di Stato da parte del presidente della Repubblica Yuan Shikai, che voleva ripristinare l'impero: egli orchestrò una seduta del Parlamento per ottenere il riconoscimento a imperatore, e dichiarò nel proprio nome la nuova "era Hongxian". Anche se non fece in tempo a proclamare una dinastia in modo ufficiale, le fonti non lesinano di parlare di una "dinastia Hongxian" o "dinastia della Gloriosa Costituzione")[17][20][168][169]
8. Dinastia Qing (restaurazione Manciù) - 11,077 milioni di km², 32,21% della popolazione mondiale (1º - 12º luglio 1917) (Sorto quando il generale filoimperiale Zhang Xun aveva restaurato sul trono l'ultimo imperatore della dinastia Qing, Pu Yi, sull'onda dell'Impero della Cina di Yuan Shikai Hongxian. Questo tentativo di restaurazione fu subito represso nel sangue dalle forze repubblicane e la dinastia Qing scomparve)[86][124][170]
9. Impero spagnolo - 10,7 ÷ 12,8 milioni di km² (1815)[13][65][130]
10. Impero portoghese - 9,8 milioni di km² (1822)[49][118][130]
11. Regno Unito di Portogallo, Brasile e Algarves - 9,5 milioni di km² (1815-1821)[122][133]
12. Impero del Brasile - 8,534 milioni di km² (1889)[38][122]
13. Impero del Grande Giappone - 8,51 ÷ 9,7 milioni di km², 15,1 ÷ 15,9% della popolazione mondiale (1942)[48][104][141][171][172][173][174]
14. Regno del Brasile - 8,337 milioni di km² (1825)[122][133]
15. Terzo Reich - 6,4 milioni di km², 4,9 ÷ 5,3% della popolazione mondiale (1941)[175][176][177]
16. Raj britannico - 5,3 milioni di km² (1909)[132][178][179]
17. Impero Sikh - 5,0 milioni di km² (1832)[104][180]
18. Impero messicano - 4,7 milioni di km² (1822)[127]
19. Impero italiano - 4,25 ÷ 5,5 milioni di km², 3,3 ÷ 3,8% della popolazione mondiale (1941)[141][181][182][183][184][185]
20. Impero olandese - 3,9 ÷ 7,7 milioni di km² (1890)[33][148][166][186]
21. Impero tedesco - 3,1 ÷ 3,5 milioni di km² (1913)[166]
22. Impero belga - 2,3 milioni di km² (1922)[166]
23. Regno Celeste Taiping - 2,1 milioni di km² (1859)[187][188][189]
24. Impero etiope - 2,0 milioni di km² (XX secolo)[133]
25. Impero di Manciuria (Manciukuò) - 1,192 milioni di km² (1934-1945)[17][20][190]
26. Impero centrafricano - 0,69 milioni di km² (1975)[133]
27. Giappone moderno - 0,379 milioni di km² (1945 - oggi) (Unico stato attuale a fregiarsi del titolo di impero, seppure controllando una sola nazione)[191][192]
28. Regno di Sarawak - 0,123 milioni di km² (1898 o 1905)[117]

### Top 10

#### Top 10 imperi più vasti della storia (elencati per superficie)
Top 10 imperi più vasti della storia, elencati per superficie (ove vi siano dispute, la classifica segue sempre il dato minimo o calcolato per difetto; i motivi di tali discrepanze sono indicati nelle sezioni relative a tali imperi):
1. Impero britannico - 33,5 ÷ 37,1 milioni di km² (1921 o 1922)[13][133]
2. Impero mongolo - 24 milioni di km² (1279 o 1309)[13][72]
3. Impero russo - 22,8 milioni di km² (1866)[13]
4. Unione Sovietica - 22,1 ÷ 22,4 milioni di km² (1945)[118][161]
5. Grande Yuan (1) - 15 milioni di km² (1310 o 1330)[39][86]
6. Grande Qing (2) - 15 milioni di km² (1790)[86][193]
7. Impero spagnolo - 14,5 ÷ 18,4 milioni di km² (1748)[13][128]
8. Dinastia Tang - 14 milioni di km² (669)[133][194][195]
9. Dinastia Zhou (Wu Zetian) - 13,72 milioni di km² (690 o 715)[196][197]
10. Zarato di Russia - 13,5 milioni di km² (1721)[123]

#### Top 10 imperi più vasti della storia (elencati per percentuale di superficie terrestre)
Top 10 imperi più vasti della storia, elencati per percentuale di superficie terrestre (si assuma l'area totale delle terre emerse pari a 134,742 milioni di km² escludendo l'Antartide; ove vi siano dispute, la classifica segue sempre il dato minimo o calcolato per difetto; i motivi di tali discrepanze sono indicati nelle sezioni relative a tali imperi):
1. Impero britannico - 24,8% (1921 o 1922)[13][133]
2. Impero mongolo - 17,8% (1279 o 1309)[13][72]
3. Impero russo - 16,9% (1866)[13]
4. Unione Sovietica - 16,4% (1945)[118][161]
5. Grande Yuan (1) - 11,2% (1310 o 1330)[39][86]
6. Grande Qing (2) - 11,2% (1790)[86][193]
7. Impero spagnolo - 10,7% (1748)[13][128]
8. Dinastia Tang - 10,5% (669)[133][194][195]
9. Dinastia Zhou (Wu Zetian) - 10,3% (690 o 715)[196][197]
10. Zarato di Russia - 10,1% (1721)[123]

#### Top 10 imperi per abitanti (elencati per percentuale di popolazione mondiale)
Top 10 imperi per abitanti, elencati per percentuale di popolazione mondiale (ove vi siano dispute, la classifica segue sempre il dato minimo o calcolato per difetto; i motivi di tali discrepanze sono indicati nelle sezioni relative a tali imperi):
1. Impero achemenide - 44 ÷ 52% (480 a.C.) (La più alta percentuale mai raggiunta da un impero o uno stato nella storia; governava inoltre il 64-68% della popolazione continentale in Asia)[198][199][200] (la prima percentuale si riferisce alla stima minima considerata, ovvero il 44,48 ÷ 44,6%, arrotondato per difetto; la seconda invece designa la stima massima ipotizzata e tenuta in conto, ovvero il 51,5%, arrotondato per eccesso; per questi calcoli si sono considerati i dati relativi alla popolazione presunta dell'impero medo, suo predecessore, nonché degli altri imperi assoggettati nel VI secolo a.C., in particolare l'impero neo-babilonese e quello egizio)[50][201][202]
2. Impero dei Medi - 41% (585 a.C.) (Governava il 68-72% della popolazione continentale in Asia, risultando in questo il primo impero della storia)[50][118][203]
3. Dinastia Han - 40% (II secolo a.C.)[25][118]
4. Impero sasanide - 38 ÷ 40% (520 d.C.)[118][204]
5. Nuovo regno egizio - 37,1% (1250 a.C.)[118]
6. Grande Qing - 36,6% (1820 o 1850 d.C.)[104]
7. Regno antico-babilonese - 35,9% (XVII secolo a.C.)[205]
8. Impero neo-assiro - 35 ÷ 37,7% (750 a.C.)[118]
9. Impero Maurya - 33,3 ÷ 40% (270 a.C.)[50][206]
10. Impero accadico - 33,3 ÷ 34,5% (XXIII secolo a.C.)[207]
11. Repubblica di Cina - Impero di Cina - Dinastia Qing restaurata - 32,21% (1911-1917) (Il termine impero di Cina si riferisce alla restaurazione imperiale da parte di Yuan Shikai Hongxian, mentre la dinastia Qing restaurata è l'ultima rimanenza dell'antica dinastia Qing durante la brevissima restaurazione Manciù)[169][208][209]

### 10 primati
1. Impero più vasto del mondo antico: khaganato Xiongnu (9 milioni di km² nel 176 a.C.)
2. Impero più vasto di sempre: impero britannico (33,5 ÷ 35,5 milioni di km² nel 1921 o 1922: l'incertezza dipende dai territori in Antartide)
3. Impero di terra più vasto del mondo antico: khaganato Xiongnu (9 milioni di km² nel 176 a.C.)
4. Impero di terra più vasto di sempre: impero mongolo (24 milioni di km² nel 1279 o 1309)
5. Impero con continuità territoriale più vasto del mondo antico: khaganato Xiongnu (9 milioni di km² nel 176 a.C.)
6. Impero con continuità territoriale più vasto di sempre: impero mongolo (24 milioni di km² nel 1279 o 1309)
7. Impero che governa la maggior parte della popolazione mondiale del mondo antico: impero achemenide (44 ÷ 52% nel 480 a.C.)[210]
8. Impero che governa la maggior parte della popolazione mondiale del mondo moderno: Grande Qing (36,6% nel 1820 o 1850)[155][211]
9. Impero che governa la maggior parte della popolazione continentale di sempre: impero medo in Asia (68 ÷ 72% nel 585 a.C.)[146][212]
10. Impero con la più veloce espansione territoriale di sempre: impero del Grande Giappone (da 1,984 a 8,51 ÷ 9,7 milioni di km² in 5 anni dal 1937 al 1942 con la seconda guerra sino-giapponese)[172][174][190]

## Imperi nella storia
Imperi continentali
- Impero accadico (2334 a.C. - 2172 a.C.)
- Impero assiro (1950 a.C. - 612 a.C.)
- Regno antico-babilonese (circa 1830 a.C. - circa 1600 a.C.)
- Nuovo Regno egizio (1530 a.C. - 1080 a.C.)
- Impero ittita (1460 a.C. - 1180 a.C.)
- Impero medo (XI secolo a.C. - 550 a.C.)
- Impero persiano (648 a.C. - 1979)[213]
- Impero macedone (334 a.C. - 323 a.C.)
- Impero maurya (325 a.C. - 185 a.C.)
- Impero Shatavahana (230 a.C.- 220 d.C.)
- Impero cinese (221 a.C. - 1912)[214]
- Impero romano (27 a.C. - 395)
  - Impero romano d'Occidente (395 - 476)
  - Impero romano d'Oriente o Impero bizantino (395 - 1453)
- Impero axumite (circa 50 - circa 940)
- Impero kushan (circa 60 - circa 240)
- Impero gupta (240 - 550)
- Impero unno (circa 370 - 469)
- Impero arabo o Califfato (632 - 1171)[215]
- Impero ghanese (circa 750 - 1076)
- Primo Impero bulgaro (681 - 1018)
- Impero carolingio (800 - 924)
- Impero khmer (802 - 1431)
- Sacro romano impero (962 - 1806)
- Impero ghaznavide (962 - 1186)
- Impero selgiuchide (1050 - 1153)
- Impero corasmio (1077 - 1231)
- Impero angioino (1154 - 1214)
- Impero aragonese (1162 - 1715)
- Impero beninese (1170 - 1897)
- Secondo Impero bulgaro (1185 - 1396)
- Impero latino d'Oriente (1204 - 1261)
- Impero di Nicea (1204 - 1261)
- Impero di Trebisonda (1204 - 1461)
- Impero mongolo (1206 - 1368)
  - Ilkhanato (1256 - 1353)
  - Khanato Chagatai (1225 - 1368)
  - Khanato dell'Orda d'Oro (circa 1240 - 1502)
- Impero malese (1235 - 1645)
- Impero siamese (1238 - 1932)
- Impero inca (1438 - 1533)
- Impero d'Etiopia (circa 1270 - 1974)
- Impero ottomano (1299 - 1923)
- Impero azteco (1325 - 1521)
- Impero songhai (circa 1340 - 1591)
- Impero serbo (1346 - 1371)
- Impero timuride (1370 - 1506)
- Impero del Caffa (1390-1897)
- Impero del Congo (1395 - 1914)
- Impero del Bornu (1396-1893)
- Impero russo (1472 - 1917)
- Impero moghul (1526 - 1857)
- Impero di Mataram (1582-1757)
- Impero svedese (1611 - 1718)
- Impero Ouaddai (1635 - 1912)
- Sultanato di Sambas (1671 - 1946)
- Impero maratha (1674 - 1761)
- Impero ashanti (1701 - 1896)
- Impero Bamana (1712-1861)
- Primo impero francese (1804 - 1814, 1815)
- Impero austriaco (1804 - 1867)
- Impero zulu (1816 - 1887)
- Primo Impero messicano (1821 - 1823)
- Impero brasiliano (1822 - 1889)
- Secondo impero francese (1852 - 1870)
- Secondo Impero messicano (1864 - 1867)
- Impero austro-ungarico (1867 - 1918)
- Impero germanico (1871 - 1918)
- Impero giapponese (1871 - 1945[216])
- Impero coreano (1897 - 1910)
- Terzo Reich (1938 - 1945)[217]
- Impero centrafricano (1976 - 1979)

Imperi coloniali
- Impero coloniale danese (1380 - 1953)[218]
- Impero coloniale portoghese (1415 - 1999)[219]
- Impero coloniale spagnolo (1492 - 1975)[220]
- Impero coloniale britannico (1583 - 1997)[221]
- Impero coloniale olandese (1602 - 1975)[222]
- Impero coloniale francese (1605 - 1980)[223]
- Impero coloniale russo (1795 - 1867)[224]
- Impero coloniale tedesco (1884 - 1919)[225]
- Impero italiano (1882 - 1947)[226]
- Impero coloniale belga (1908 - 1962)[227]